# Bedlam (videogioco 1983)
Bedlam è un videogioco sparatutto a schermata fissa pubblicato nel 1983 per ZX Spectrum dalla AWA Software di Didsbury, poi acquisita dalla MC Lothlorien. Una riedizione della Lothlorien ha il titolo alternativo Bedlam Blaster.
Il gioco consiste nel muovere una navicella in una rete di corridoi orizzontali e verticali e sparare a tutte le creature di vario genere che la infestano.
È simile all'arcade Targ.